# Pobreza relativa
Pobreza relativa ocorre quando um indivíduo ou uma família tem o mínimo necessário para subsistirem, mas não possuem os meios necessários para viver de acordo com a área onde estão inseridos, nem com pessoas de status social comparável.